# Een wetering bij Abcoude
Een wetering bij Abcoude is een schilderij van de Nederlandse kunstschilder Constant Gabriël uit 1878, olieverf op paneel, 41 × 50 centimeter groot. Het betreft een typisch Hollands landschap in de stijl van de Haagse School. Het werk behoort sinds 1888 tot de collectie van het Rijksmuseum, geschonken door de eerste eigenaar kunstschilder-verzamelaar Joannes Westerwoudt (1849-1908).

## Context
Gabriël werd opgeleid in de stijl van de romantiek, maar schakelde later over op een meer realistische werkwijze. Van 1853 tot 1856 werkte hij in Oosterbeek, in de kunstenaarskolonie rondom Johannes Warnardus Bilders, die als de bakermat gold voor de latere Haagse School. Terug in Amsterdam kreeg hij zijn werk echter nauwelijks verkocht en in 1860 vertrok hij naar Brussel, dat toen een artistiek gunstiger milieu bood. Hij zou er tot 1884 blijven wonen.
In de lange periode dat hij in de Belgische hoofdstad resideerde bleef Gabriël echter voortdurend naar zijn vaderland reizen om er inspiratie op te doen voor zijn polderlandschappen. Met name de schilderachtige omgeving van Abcoude en Kortenhoef werden regelmatig door hem bezocht, vaak in gezelschap van landgenoot en collega-kunstschilder Willem Roelofs, die eveneens in Brussel woonde. In de jaren 1860 werd zijn werk sterk beïnvloed door Roelofs, zozeer dat zijn landschappen er niet alleen vaak mee werden vergeleken maar zelfs mee werden verward. In de jaren 1870 streefde hij daarom nadrukkelijk naar een eigen stijlontwikkeling, die zich bij uitstek laat gelden in het hier besproken Een wetering bij Abcoude.

## Afbeelding
Een wetering bij Abcoude is een typisch Hollands landschap met wetering. In de verte zien we een windmolen, rechts bij de wilgen een visser met zijn vrouw, als onbeduidende menselijke accenten in een natuurlijke omgeving. Het geheel is stemmig weergegeven in een beperkt palet van gedempte okers, groen- en bruintinten. De afwisseling tussen de tekenachtige lijnvoering en de lange brede verfstreken wijzen op een snelle uitwerking. Gabriël maakte doorgaans ter plekke, "en plein air, een aantal schetsen en haastte zich vervolgens naar zijn atelier in Brussel om ze in enkele dagen tijd uit te werken tot een schilderwerk in groot formaat.
Kenmerkend voor de eigen stijl die Gabriël in de jaren 1870 ontwikkelde is de afgewogen vlakopbouw en de bijna geometrische bepaalde compositie van zijn landschappen. In Een wetering bij Abcoude maakt hij daarbij gebruik van het centraalperspectief: alle lijnen leiden naar een verdwijnpunt aan het midden van de horizon. Die horizon is laag, waardoor ruimte ontstaat voor een indrukwekkende Hollandse wolkenlucht, die lichter wordt in de verte, waarmee extra diepte wordt gecreëerd. De lichtwerking is een belangrijk aspect en bepalend voor de sfeer. Uit alles blijkt de nadruk op atmosfeer, als een weerspiegeling van de gemoedstoestand van de kunstenaar.

## Vergelijkbare werken, 1878
Als Gabriël met een nieuwe bundel schetsen vanuit Nederland weer terugkwam in zijn Brusselse atelier, maakte hij vaak een reeks van werken waarin het landschap kan worden herkend waar hij was geweest. Diverse van Gabriels werken uit 1878 vertonen dan ook een sterke onderlinge verwantschap, zowel qua thema (omgeving Abcoude) als compositie (lage horizon met weidse lucht, centraal perspectief met toelopende watergang).

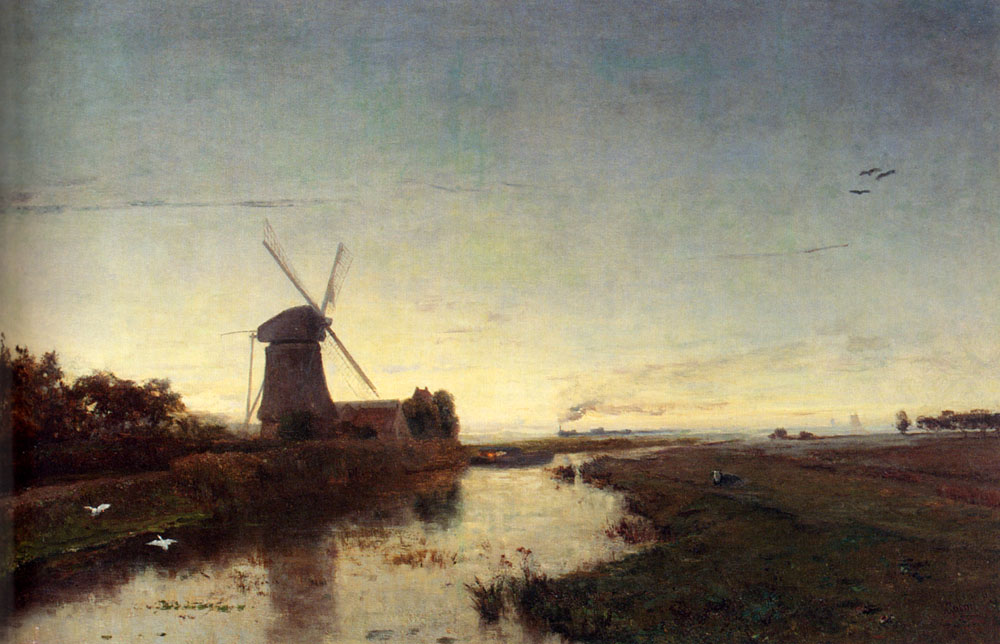
De dageraad
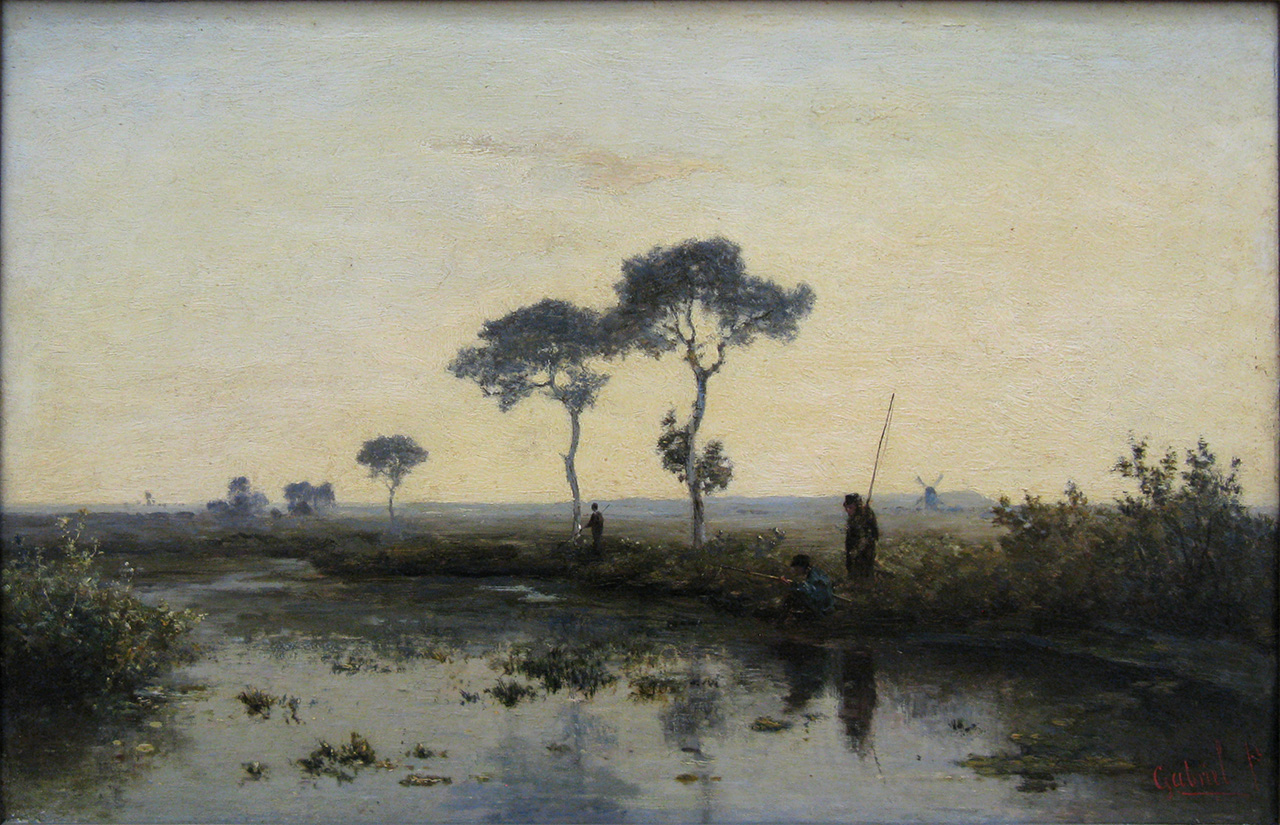
Vissers aan het water
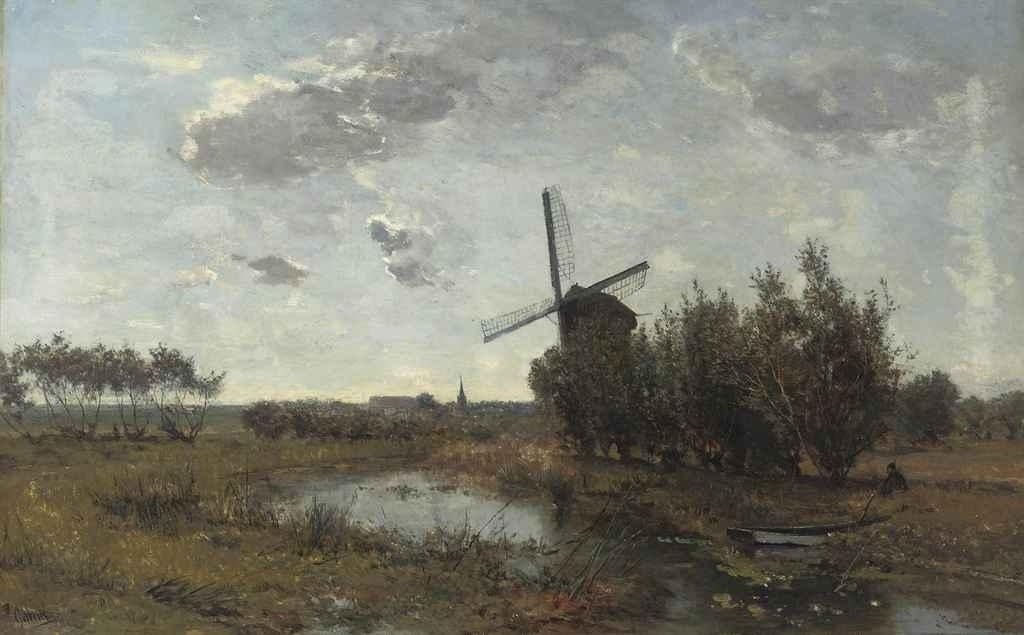
Windmolen bij Abcoude